# HD101189
HD101189 — хімічно пекулярна зоря спектрального класу A0, що має видиму зоряну величину в смузі V приблизно  5,1.
Вона  розташована на відстані близько 297,0 світлових років від Сонця.

## Пекулярний хімічний склад
Зоряна атмосфера HD101189 має підвищений вміст 
Cr
.